# Barretets
Els barretets, barret(et)s de capellà, herba de melic, herba llombriguera, llombrígol de Venus o papellida (Umbilicus rupestris) és una espècie de planta fanerògames pertanyent a la família Crassulaceae present a l'Europa mediterrània, Portugal, Irlanda, Gran Bretanya i Bulgària. Molt freqüent en murs, esquerdes de roques, escorces d'arbres i teulades. No es considera amenaçada.
És una planta suculenta, perenne, de 9-60 cm d'alçada, glabra, de cep subesfèric, amb tija erecta, generalment simple, ramificada només en molt escasses ocasions. Fulles carnoses: les basals, peltades, amb pecíol de 4-25 cm, central, i làmina d'1,5-4 cm de diàmetre, arrodonida, còncava, fistonejada; les caulinars decreixen progressivament cap a la part superior i van variant des subespatulades a lanceolades, generalment dentades. Inflorescència que ocupa el 60-90% de la longitud de la tija, racemosa o, en molt rares ocasions, paniculada amb les branques flexuoses, molt fines. Bràctees de 2-6 mm, sempre majors que el pedicel, filiformes. Flors amb peduncle d'1,5-9 mm, pèndules. Sèpals d'1-2 mm, subaguts. Corol·la de 6-9 mm, tubular o subcampanulada, llisa, de color palla o verdós clar, amb els segments d'1,5-2 mm, amplament triangular-ovats, aguts, que d'ordinari es solapen àmpliament per les seves vores. Deu estams, cinc carpels, atenuats en un estil curt. Llavors de 0,5-0,7 mm, d'un marró fosc, ovoides.